# Alyson Michalka
Alyson Renae "Aly" Michalka (Torrance, 25 de março de 1989) é uma atriz, cantora, compositora e instrumentista estadunidense. É mais conhecida pelo seu papel na série iZombie, onde interpreta Peyton Charles; e também, por seu papel em Phil do Futuro, como Keely Teslow, pela dupla Aly & AJ que faz com sua irmã mais nova Amanda Michalka e pelo seu papel em Hellcats como Marti Perkins.

## Biografia
Alyson Michalka nasceu em 25 de março de 1989 em Torrance, Califórnia. Ela, sua irmã e seus pais vivem em Seattle, Washington. Aly começou a tocar piano desde os 5 anos de idade e guitarra desde os 13. Começou a atuar desde os 5 anos, a maioria das vezes em produções de igreja. Foi criada como cristã e até hoje mantém sua fé.

## Carreira
Estreou na televisão, atuando, no papel de Keely Teslow em Phil of the Future, no Disney Channel. Ela também estreou os filmes Now You See It..., como "Allyson Miller" e Cow Belles junto à sua irmã Amanda Michalka.

## Cantora
Aly e sua irmã, formam a banda 78violet. O primeiro álbum, Into the Rush, foi lançado em 16 de Agosto de 2005. Em 2007, lançaram o álbum Insomniatic, que foi um grande hit, junto com o single Potential Breakup Song.

## Televisão

### Série
| Ano         | Titulo             | Papel           | Nota                   |
| ----------- | ------------------ | --------------- | ---------------------- |
| 2004 - 2006 | Phil of the Future | Keely Teslow    | Principal              |
| 2010 - 2011 | Hellcats           | Marti Perkins   | Principal              |
| 2011        | CSI: NY            | Miranda Beck    | 1 Episódio             |
| 2012        | Breaking In        | Heather (jovem) | 1 Episódio             |
| 2013        | Two and a Half Men | Brooke          | 2 episódios, 2013-2014 |
| 2015 - 2019 | iZombie            | Peyton Charles  | Recorrente, Principal  |

### Telefilme
| Ano  | Título                    | Papel           | Nota           |
| ---- | ------------------------- | --------------- | -------------- |
| 2005 | Now You See It...         | Allyson Miller  | Disney Channel |
| 2006 | Cow Belles                | Taylor Callum   | Disney Channel |
| 2006 | Haversham Hall            | Hope Mason      |                |
| 2007 | Super Sweet 16: The Movie | Taylor Plimpton | MTV            |

## Filmografia
| Ano  | Titulo                | Papel              |
| ---- | --------------------- | ------------------ |
| 2009 | High School Band      | Charlotte Barnes   |
| 2010 | Easy A                | Rhiannon Abernathy |
| 2011 | The Roommate          | Tracy Morgan       |
| 2012 | Long Time Gone        | Janeen             |
| 2013 | Crazy Kind of Love    | Janeen             |
| 2013 | Grown Ups 2           | Savannah           |
| 2014 | Sequoia               | Riley              |
| 2014 | Killing Winston Jones | Cookie Jones       |

## Discografia
| Ano  | Álbum                     | Vendas no Mundo           |
| ---- | ------------------------- | ------------------------- |
| 2005 | Into the Rush             | * : 2.000.000 - : 800.000 |
| 2006 | Acoustic Hearts of Winter | * : 600.000 - : 110.000   |
| 2007 | Insomniatic               | * : 1.000.000 - : 300.000 |
| 2014 | Hothouse                  | * Lançamento: 2014        |
| 2017 | Ten Years                 | * Lançamento: 2017        |

## Músicas Solo

### Trilha sonora
| Ano  | Título                    | Álbum                                            |
| ---- | ------------------------- | ------------------------------------------------ |
| 2009 | "Amphetamine"             | Bandslam                                         |
| 2009 | "I Want You to Want Me"   | Bandslam                                         |
| 2009 | "Someone to Fall Back On" | Bandslam                                         |
| 2010 | "Belong Here"             | Hellcats (Music from the Television Series) – EP |

### Covers
| Ano         | Música                           | Nota     |
| ----------- | -------------------------------- | -------- |
| 2010 - 2011 | "Brand New Day"                  | Hellcats |
| 2010 - 2011 | "The Letter"                     | Hellcats |
| 2010 - 2011 | "We Got The Beat"                | Hellcats |
| 2010 - 2011 | "Redemption Song"                | Hellcats |
| 2010 - 2011 | "Let's Spend The Night Together" | Hellcats |
| 2010 - 2011 | "Wild Horses"                    | Hellcats |
| 2011        | "Blitzkrieg Bop"                 | CSI: NY  |
| 2011        | "My Shadow"                      | CSI: NY  |